# Dolichopoda insignis
Dolichopoda insignis is een rechtvleugelig insect uit de familie grottensprinkhanen (Rhaphidophoridae). De wetenschappelijke naam van deze soort is voor het eerst geldig gepubliceerd in 1955 door Lucien Chopard.
1. ↑  (en) Dolichopoda insignis op de IUCN Red List of Threatened Species.